# Europaschool
De Europaschool is een basisschool in Amsterdam-Zuid waar leerlingen vanaf de jongste groepen Frans, Spaans of Engels krijgen aangeboden. De school heeft een internationale oriëntatie en hanteert een eigen onderwijsmethode, los van religie of cultuurstroming, die meertaligheid en de kennis niet-Nederlandse cultuur als waardevolle toevoeging beschouwt. De school is een onderdeel van de Esprit Scholengroep.

## Historiek
In 1992 werd de school opgericht op initiatief van ontwikkelingspsycholoog Fernando Cunha.
In oktober 2013 concludeerde het rapport van het vierjaarlijks bezoek van de onderwijsinspectie dat de onderwijskwaliteit op een aantal punten kon verbeterd worden.
Vanaf schooljaar 2019-2020 telde de school ruim 400 leerlingen in 18 groepen, waarvan vijf kleuterklassen en een Nieuwkomersklas (NKK). Het aantal aanmeldingen van nieuwe leerlingen oversteeg elk jaar het aantal beschikbare plaatsen waardoor de school de afgelopen jaren flink uitgebreid.